# Deçani (kommun)
Deçani är en kommun i Kosovo. Den ligger i den västra delen av landet, 70 km väster om huvudstaden Pristina. Antalet invånare är 50 500.